# Vagn Lundbye
Vagn Lundbye (* 22. November 1933 in Vanløse, Dänemark; † 20. August 2016) war ein dänischer Schriftsteller.

## Leben
Seine Ursprünge lagen in der Beat-Literatur Ende der 1960er-Jahre, in denen er mit seinen Arbeiten für die damals progressiven Kopenhagener Literaturzeitschriften „ta'“ und „Mak“ bekannt wurde (1967 bis 1970). Eine erste Novelle "En af disse" veröffentlichte 1964 die dänische Zeitschrift Vindrosen. Von Anfang an interessierte er sich in seinen Arbeiten stark für indianisch und grönländisch motivierte Themen. Aus seinen in diese Richtung gehenden ethnologischen Studien und zahlreichen Reisen zu verschiedenen Naturvölkern leitet sich eine starke antikapitalistische Haltung ab, die sein Werk durchzieht. Als sein Hauptwerk gilt die Jonas-Trilogie Zurück nach Anholt, Der Walfisch und Die große Stadt (1978–1982). Der Roman Zurück nach Anholt wurde von Dänemark aus 1979 für den Literaturpreis des Nordischen Rates nominiert.
Neben seiner umfangreichen Prosaarbeit verfasste er auch Lyrikbände, Drehbücher und Hörspiele.

## Literarische Werke
- Digte 1977 (1977); Gedichte, unterschiedlichen Inhalts, mit Einbindung der Wahlheimat, der dänischen Insel Langeland, etwa Rudkøbing (wo Lundbye wohnt), Bagenkop (das Hafenstädtchen im Süden der Insel), die Fähre in Lohals im Norden; mit Gedanken zum unerwünschten Beitritt Dänemarks zur EU (Oktober 1972), zur ungeliebten Langelandsbrücke (welche die Isolation der Insel zerbricht); mit Erinnerungen an die lokale Geschichte und an ihr Lebensgefühl (Ich bin die dänische Provinz, ihre Stille, ihr Abwarten, und was sie mir als Gegenleistung bietet…); mit Mahnungen, die Natur zu schützen, die einheimischen Tiere und ein „indianisches“ Lebensgefühl; eingestreut Teile, die Grönländisches wachrufen oder Jonah (Jona), den der Wal verschlang; angehängt „drei indianische Gedichte“ (Übersetzungen aus dem Englischen).

- Dødedans (1983); Totentanz, ein  Gedicht mythologischen Inhalts in vierzeiligen Strophen im Stil der dänischen Volksballade; illustriert von Bjørn Nørgaard (1947 - ) mit ausdrucksvollen handgeschnittenen Grafiken, die ebenfalls „mythologische“ Szenen (unterschiedlichen Inhalts) zeigen. Ein namenloser Erzähler berichtet vom blutigen Walfang, wird kurz von einem deutschen Soldaten unterbrochen (eine Assoziation an die Besatzungszeit während des Zweiten Weltkriegs in Dänemark), erzählt aber weiter von seinem tödlichen Handwerk  bis zum „zwölften Tag“. Hölle und Sturm zerbrechen zuerst die Sprache, das Schiff wird ein „Babelturm“. Dann „tanzen“ tote Seeleute ihrem Ende entgegen. Der Erzähler selbst wird vom Wal verschluckt, später am Strand halbtot ausgespuckt, und er muss, seit der Wal starb, jeweils zur „Wolfszeit“ seine ewige Erzählung wiederholen (der mit der Sünde des Walfangs schuldig gewordene Seemann wird zum Widergänger, der sich mahnend gegen den Walfang stellt). - Lundbye widmet das Buch seiner Mutter.

- Palindromos eller Colombos sidste rejse, Roman (1991). - Deutsche Übersetzung: Palindromos oder Colombos letzte Reise, Roman (1993); Widmung an den Indianerstamm der Mandan (Volk) in Nordamerika, „von den Weißen ausgerottet“ (S. 5). Colombo, Amerikaner aus Massachusetts, der sich für die Geschichte der Missionierung interessiert, gerät in die Gefangenschaft eines Indianerstamms (nicht die Mandan) und wird in den Urwald verschleppt, in eine „Kolonie“, in der bereits seit Jahren einige andere nackt (für den Roman ein wichtiges Stichwort; Nacktheit) und unter primitivsten Bedingungen hausen. Im Wahn der Ohnmacht vermischen sich Erinnerungen an die Zivilisation mit Eindrücken von den offenbar [offenbar nicht?] im paradiesischen „Naturzustand“ lebenden Indianern. Die erste Hälfte des Romans lässt Colombo (und den Leser) ziemlich allein mit Blut und Kot. - Im Kapitel 9, „Abélard und Héloïse“ (S. 129 ff.; Petrus Abaelardus und Heloisa) beginnen Reflexionen (Thema: Kastration) und Versuche zu Erklärungen (Kapitel 10, „Gespräch in der Nacht“, S. 154 ff.). Nach und nach erfahren Colombo (und der Leser), dass seit etwa 1962 (S. 137) solche Gefangene gehalten und in einer im wahrsten Sinne schweinischen Zeremonie kastriert werden. Colombo erleidet (in der Gegenwart des Romans, also 1991/92; S. 179; 500 Jahre vorher, 1492, entdeckte Christoph Kolumbus Amerika) das gleiche Schicksal, und er droht, wie die anderen elf (bzw. zehn; ein Junge stirbt) Personen unterschiedlichster Herkunft und Nationalität, in das Chaos des sozusagen auf Null gestellten Zustandes zu versinken: „Fressen, saufen, schlafen, warmhalten“ (S. 140). Colombo fühlt sich wie in einem Irrgarten, „aber alle Wege des Labyrinths gingen nur in eine Richtung, nämlich auf ihn zu“ (S. 142). Palindrom ist eine Zeichenkette (Buchstaben), die von vorn und von hinten gelesen dasselbe ergibt (vgl. S. 213). Colombo ist „auf sich selbst geworfen“; kehrt er auch „zu sich selbst“ zurück? - Die Wege hinaus sind scheinbar offen; über ihnen fliegen ständig Flugzeuge, im Urwald liegen Flugzeugwracks aus dem Zweiten Weltkrieg (S. 143). In scheinbar kultivierter Bildung werden etwa Einzelheiten aus der griechischen Mythologie reflektiert. Die Situation verdunkelt sich wieder in Nacht, Tropenregen und dem „schwarzen Kasten“: „Wir sind erst verloren, wenn wir umkehren! Wir sind verloren, wenn wir umkehren!“ (S. 193). Lundbye spielt mit palindrom-nahen Sätzen und Gedanken, und auch Colombo [„Columbus“, der eine „neue Welt“ entdeckt?] wird in „Drale“, palindom-nah für „[Ab]élard“ umbenannt. – Es schließt sich „Der Totentanz“ (Kapitel 12, S. 177 ff.) an: eine Hütte mit den toten, früheren Gefangenen, über deren konservierte Leichen Drale und Olle stolpern (S. 194 f.).  Der Roman klingt wie im Wahn mit der näheren Begegnung mit „Gagag“ [scheinbar „gaga“] aus. Diese Palindrome produzierende Person, deren Name ebenfalls ein solches ist, outet sich kryptisch (mit der Reklame für Haferflocken) als dänischer Herkunft (S. 214). Gagag und die Eingeborenen des Dorfes verbinden sich und bieten Drale eine Bleibe in einem im Urwald notgelandeten Jagdflugzeug an; Gegenwart und Zukunft vermischen sich (S. 214). Palindomartig kehrt die Handlung zu einer Anfangsszene mit den bogenschießenden Mandan zurück, und Drale-Colombo tritt seine „letzte Reise“ an: er stirbt.

## Filmschaffen
1970 wirkte Lundbye an einer kurzen Experimentalfilmreihe Frændeløs mit, die wegen ihrer provozierenden Freizügigkeit insgesamt der Filmzensur (Jugendschutz) zum Opfer fiel. In Lundbyes Teil, einer Western-Parodie („Spaghetti-Western“), spielte er selbst in Verkleidung einen „Clint Eastwood“; dieser Beitrag markierte auch sein Interesse für Heldenmythen und Archetypen (Archetyp (Psychologie)). Der folgende Kollektivfilm Eftersøgningen (1971), im Sommer 1969 auf einem alternativen Zeltlager gedreht, brachte zwar aus dem Vorgängerfilm die gleiche Szene mit einem nackten weiblichen Christus, enthielt sich aber der „sadistischen“ Elemente seines Vorläufers; er wurde als „ultimativer Happening-Film“ eingestuft. Im dänischen Film Guldalder (1993) sprach Lundbye über den dänischen Maler des „goldenen Zeitalters“, Johan Thomas Lundbye (1818–1848), mit dem er verwandt war, und dessen illustrierte Fabler for Børn (Tierfabeln für Kinder) von 1845 mit Texten von Hans Vilhelm Kaalund brachte Lundbye 1994 und 2008 in Nachdichtungen neu heraus. Lundbyes Interesse galt u. a. literarischen Randfiguren, die zu Unrecht vergessen waren, wie der dänische Schriftsteller Albert Dam (1880–1972), dem er 1968 einen Film widmete. Auch an einem Film über den Schriftsteller Morten Korch wirkte er 1999 mit und war 2002 in zwei Fernsehbeiträgen zu sehen. Für den Film Vargens tid (1988) schrieb er die Vorlage für das Drehbuch.

## Auszeichnungen
Er erhielt zahlreiche Auszeichnungen und Preise, darunter im Jahr 1978 auch den dänischen Kritikerpreis für seinen Roman Tilbage til Anholt, 1986 einen Preis des dänischen Verlags Gyldendal, 1991 den Beatrice-Preis, und andere Preise schließen sich 1991 und 2008 an. Sein Lebenswerk wurde 2002 von der Dänischen Akademie mit deren Großen Preis gewürdigt. Die Laudatio dazu hielt die dänische Schriftstellerin Suzanne Brøgger mit dem Titel Næsehornet fra Langeland (Das Nashorn von… ; vgl. Lundbyes Gedichte von 1990), womit sie auf den geographischen Lebensmittelpunkt von Lundbye anspielt, die Insel Langeland nämlich, für deren Wohl (Naturschutz, kulturelle Identität usw.) er sich ein Leben lang eingesetzt hat, so wie er sich (nicht nur literarisch) auch u. a. für indigene Völker wie die Indianer in Nordamerika und für die Inuit in Grönland engagiert. Aus derartiger Orientierung, genährt auch vom dänischen Verständnis altnordischer Mythen und dem Patriotismus eines Nikolai Frederik Severin Grundtvig, ist ebenfalls sein Widerstand gegen den Beitritt Dänemarks zur Europäischen Union zu verstehen. Für seinen Roman Trefoldighedsbarn wurde er 2003 mit dem DR Romanpreis ausgezeichnet.

## Werke
- Signalement, exp. Roman (1966)
- Mørkespil, exp. Roman (1967)
- Roman, exp. Roman (1968)
- Nico, Textsammlung über die Gruppe Velvet Underground (1969)
- Smukke tabere, utopischer Tagebuchroman (1970)
- Her ligger min yukkafrugt, über indianische Mythen und Riten(1972)
- 2. oktober 1972, Roman (1972)
- Den indianske tanke, Reisetagebuch(1974)
- Alt er liv, 1 und 2, Sammlung indianischer Texte (1975)
- Digte 1977, Gedichte 1977. Borgen [Kopenhagen] 1977, ISBN 87-418-4385-1. 111 Seiten.
- Tilbage til Anholt, Romantrilogie, Band 1 (1978)
- Langelandsk fodrejse, Reisebericht (1979)
- Hvalfisken, Romantrilogie, Band 2 (1980)
- Den store by, Romantrilogie, Band 3 (1982)
- Fra verdens begyndelse, Reisebericht (1982)
- Dødedans, Gedichte (1983). Borgen [Kopenhagen] 1983, ISBN 87-418-5633-3. 57 Seiten, Illustrationen.
- Omkom 79' fjorden, Reisebericht (1984)
- Mytologisk rejse i et grønlandsk landskab, Reisebericht (1985)
- Alvidende fortællinger, Erzählungen (1986)
- Hjemkomster, Reisebericht (1987)
- Vi er levende, Nachdichtung (1988)
- Septemberfortællinger, Erzählungen (mit anderen, 1988)
- Næsehornsdigte, Gedichte (1990)
- Palindromos eller Colombos sidste rejse, Roman (1991). Palindromos oder Colombos letzte Reise, Roman, aus dem Dänischen von Ursula Schmalbruch; mit einem Originalumschlag von Per Kirkeby (ähnlich gestaltet die dänische Ausgabe). Kleinheinrich Münster 1993, ISBN 3-926608-81-1. 225 Seiten.
- Indianske fortællinger, Roman (1992)
- Fodrejse på Langeland, Reisebericht (1993)
- Kongen som ville røre ved månen, Nachdichtung (mit Arne Herløv Petersen, 1994)
- Lundbyes dyrefabler, Fabeln (1994)
- Udflugt med Billy, Roman (1994)
- Harpunjægeren, Nachdichtung (1995)
- Julidøde, Erzählungen (1995)
- Æsops fabler, Nachdichtung (1996)
- Karolines dyrejeg, Kinderbuch (1996)
- Det lille bjerg og den afskyelig snemand, Roman (1998)
- Syv vidnesbyrd om Vor Herre Jesu Kristi latter, Erzählungen (1999)
- Trefoldighedsbarn, Roman (2002)
- Årsagers fuglestier - Udvalgte digte 1967-2003, Gedichte (2003)
- Lang nat, Hörspiel (2004, Übersetzung von Ingo Sundmacher, WDR)
- Det nordiske testamente 1: Harnisklædte kæmper (2007)
- Det nordiske testamente 2: Gudernes gang på jorden (2007)
- Det nordiske testamente 3: Mellem høje Odin og hvide Krist (2007)
- Fabler for børn (2008)
- Den kvindelige saga, epische Gedichte (2011)

## Sekundärliteratur
- Ingo Sundmacher, Kolumbus-Mythen im Norden, in: Thomas Seiler (Hrsg.), Skandinavisch-iberoamerikanische Kulturbeziehungen, Beiträge zur nordischen Philologie, Bd. 50, A. Francke Verlag Tübingen 2013, S. 143–163.
- Ulrich Schröder: Der Stellenwert des ökologischen Diskurses in der neuesten dänischen Literatur anhand ausgewählter Erzähltexte aus dem Werk von Vagn Lundbye und Peter Høeg, Bochum, Univ., Diss., 2007